# أرمن العراق

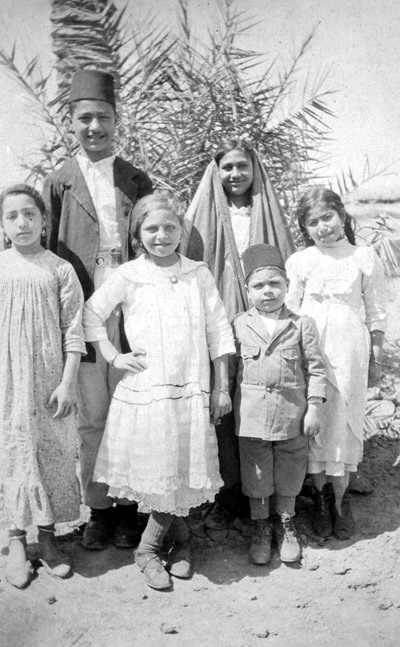
أطفال أرمن في بغداد عام 1918م

يشكل أرمن العراق جزءًا من الأقليات المسيحية الرئيسة في العراق. ويعود أقدم وجود لهم في بلاد الرافدين «العراق اليوم» إلى عصور قديمة، وقبل ما يزيد عن ألفي سنة، حين كان تجار أرمن يسافرون للمتاجرة بالبضائع بين أرمينيا وبلاد الرافدين الشمالية التاريخية. غير أن أقدم استيطان دائم لهم بصفتهم جماعة في بغداد يعود إلى القرن السابع عشر. وقد تلى هذا الوجود الاستيلاء العثماني النهائي على بغداد في عام 1638 في نهاية الحرب العثمانية الصفوية (1623 - 1639). وتشير بعض السجلات التاريخية إلى وجود أرمني أقدم في بغداد والبصرة.
تعزز هذا الوجود التاريخي في أعقاب الحرب العالمية الأولى والإبادة الأرمنية في عام 1915 مع قدوم الناجين بوصفهم لاجئين إلى العراق. ومنذ عام 1921 وعلى امتداد القرن المنصرم، حقق الأرمن ازدهارًا، وأسسوا ورسخوا جماعات نشطة مع هويتهم المسيحية الفريدة وأرمنيتهم المجتهدة ليصبحوا جزءًا مكملًا من المجتمع العراقي ونسيجه الثقافي. لكن انقلبت أحوالهم في العقود الأخيرة من القرن الماضي بعد سنوات عدة من حروب مدمرة وفترات اجتماعية واقتصادية مضطربة. وبدأت التجمعات الأرمنية التي كانت نشطة يومًا في المدن الرئيسة، كبغداد والبصرة والموصل وكركوك، بالانحسار بصورة تدريجية، وبعضها اختفى كليًا، مع موجات هجرة متعاقبة وتهجير داخلي. وقد سرّع غزو الولايات المتحدة للعراق عام 2003 من هذا الانحسار. وساهم في ذلك أيضًا انعدام الاستقرار الذي شهده العراق بعد عام 2003، الذي اتسم بفوضى سياسية واقتصادية وبالطائفية والتغيرات الاجتماعية والفساد. وفرض استمرار هذه الشروط الصعبة تهديدًا وجوديًا للأرمن ولمستقبلهم في العراق. في الوقت الراهن، ما يزال أقل من 4000 أرمني يعيشون في البلاد.

## تاريخ التواجد الأرمني في العراق
تواجد الأرمن في العراق يعود لقرون عديدة حيث جاءت موجات من الأرمن من أرمينيا عبر إيران استوطنت جنوب العراق في بادئ الأمر حيث أنشأت أبرشية للأرمن في البصرة عام 1222م ثم بدأت هذه الموجات تتجه في الفترة اللاحقة نحو بغداد حيث سجلت طائفة الأرمن كطائفة تدين بالمسيحية في العراق عام 1638.
وتوجد أقدم كنيسة للأرمن في بغداد في منطقة الميدان وهي كنيسة مريم العذراء وقد بنيت عام 1639م خلال فترة حكم العثمانيين بناءّ على طلب أحد القادة العسكريين والذي كان أرمني الأصل.
لكن أكبر موجات الهجرة الأرمنية للعراق كانت في بدايات القرن العشرين بعد مذابح ارتكبت ضد الأرمن في أرمينيا وتركيا. يبلغ التعداد الحالي للأرمن في العراق حوالي 20 ألف نسمة

### العلاقة بين العراق وأرمينيا
يظهر التقصي التاريخي أن العلاقات بين العراق وأرمينيا تعود إلى العصور القديمة نظرًا إلى القرب الجغرافي بين البلدين. في كتاب «العثمانيون وتكوين العرب الحديث» أُشير إلى أن العراق وأرمينيا كانا مسرحًا لصراعات الإمبراطوريات في الشرق الأوسط من العصور القديمة حتى الصراع العثماني-الإيراني الذي امتد لأربعة قرون كاملة. فاستقر الكثير من الأرمن في بلاد ما بين النهرين، وأثر توسعهم التجاري في العلاقات بين العراق وأرمينيا.
في العصور الحديثة، كان الأرمن، جنبًا إلى جنب مع اليهود، يشكلون غالبية موظفي الشركة الإنجليزية التي أصبحت مالكة لشركة بغداد للقوة الكهربائية. ويشير تقرير أيضًا إلى تاريخ الأرمن في المنطقة خلال القرن التاسع عشر، مع التركيز على التحولات الاجتماعية والتحديات التي واجهوها، التي أدت في النهاية إلى نزوح الكثيرين منهم.
يشكل الأرمن في العراق كتلة مستقلة عن المسيحيين العراقيين، سواءً كانوا كلدانًا أم سريانًا أم آشوريين، وهم أيضًا مستقلون مذهبيًا بوجود كنائس أرثوذكسية وكاثوليكية. تتوزع كنائسهم في عدة مدن عراقية بارزة، بما في ذلك كنيسة القديس كرابيت للأرمن الأرثوذكس في كمب سارة وكنيسة القلب الأقدس للأرمن الكاثوليك في الكرادة الشرقية. توجد كنائس أخرى في بغداد والموصل والبصرة وكركوك وزاخو. في مجال التعليم، يمتلك الأرمن مدارس خاصة بأبنائهم، حيث تأسست أول مدرسة أرمنية في بغداد عام 1852 تحت اسم «تاركمانجاتس». ولديهم أيضًا مدارس أخرى في الموصل وكمب الكيلاني ببغداد، ويذكر أنهم بنوا أول مدرسة مختلطة في العراق عام 1917. 
يُشير تاريخ الأرمن في العراق إلى إسهاماتهم في مختلف المجالات، بما في ذلك التعليم والعمل الاقتصادي. وتمتلك الجالية الأرمنية جمعيات اجتماعية وثقافية ورياضية وتاريخية، حيث تأسست الجمعية الخيرية الأرمنية العمومية في بغداد في عام 1911 وأُعيد افتتاحها في عام 1959. وشملت جمعيات مثل جمعية الشبيبة الأرمنية والنادي الرياضي الأرمني «الهومنتمن» الذي تأسس في عام 1949. وشهدت البصرة نشاطًا ثقافيًا وخيريًا من قبل الجالية الأرمنية. تشكلت هذه الجمعيات ضمن مناخ ركز على الثقافة والأثر الحضاري بشكل رئيسي، إذ تمتعت بحرية كبيرة في تقديم الأمسيات الثقافية والفعاليات الاجتماعية والمشاركة في المهرجانات الرياضية. عملت هذه الجمعيات والنوادي بلا معوقات على تعزيز التبادل الثقافي والرياضي في المجتمع.
أما في مجال الطباعة والصحافة الأرمنية في العراق، فقد ظهرت أول مطبعة أرمنية في بغداد عام 1874، إذ طبعت المناهج المدرسية وأصدرت صحيفة «بونج» في عام 1890. وصدرت صحف أرمنية مختلفة في بغداد على مر العقود، من بينها صحيفة «بونج» و«تايكرس» و«كويامارد». وأثبتت هذه الصحف والنشرات المدرسية أهميتها في توثيق الحياة المدرسية والأنشطة الاجتماعية للجالية الأرمنية في العراق. وعلى الرغم من عدم وجود صحيفة حالية للأرمن العراقيين، توجد نشرات منفصلة تصدر بنحوٍ متفرق.

## التوزع الجغرافي
غالبية الأرمن في العراق يتواجدون في العاصمة بغداد حيث يقدر عدد الأرمن في بغداد ما بين 10 إلى 12 ألف في حين أن تعداد الأرمن في عموم العراق يقدر ب 20 ألف نسمة,كما توجد تجمعات وكنائس أرمنية في مدن رئيسية أخرى مثل البصرة والموصل وكركوك بالإضافة إلى وجود تجمعات للأرمن في بلدات صغيرة في كوردستان العراق مثل زاخو وأفزروك. وبالنسبة للأرمن في البصرة فإن كنيسة الأرمن الأرثوذكس في البصرة يعود تاريخ بناءها إلى عام 1870م ولا تزال عامرة بالمؤمنين.

## أرمن بغداد
يبلغ عدد الأرمن في بغداد ما بين ال 10 إلى 12 ألف نسمة وبهذا فإن أكثر من نصف أرمن العراق هم في بغداد.
توجد للأرمن عدة كنائس في بغداد منها كنيسة القديس كرابيت للأرمن الأرثوذكس في منطقة كمب سارة وكنيسة القلب الأقدس للأرمن الكاثوليك في الكرادة الشرقية وكنيسة القديس كريكور أو غريغور للأرمن الأرثوذكس في منطقة باب شرقي وكنيسة الأرمن في حي الجادرية وكنيسة سيدة الزهور للأرمن الكاثوليك في حي الكرادة وكنيسة مريم العذراء للأرمن في منطقة الميدان وهي أقدم كنائس الأرمن في بغداد. كما توجد أربع مراكز ثقافية ورياضية أرمنية في بغداد ويتم تعليم اللغة الأرمنية للأطفال الأرمن في بعض من هذه المراكز، كما افتتحت مدرسة ابتدائية أرمنية في بغداد في تشرين الأول/أكتوبر عام2004م.
ولا يجب تناسي أن هناك العديد من ضحايا التهجير الأرمني هم الآن في غير ما ذكر أعلاه، وهم منتشرون في أكثر من مدينة عراقية، لأسباب شخصية أو اجتماعية أو اقتصادية أو سياسية ونحو ذلك. ومنهم من اعتنق الدين الإسلامي أو وجد نفسه مجبراً على ذلك، خصوصاً الأطفال والصبيان ممن نجى من مجازر العثمانيين ليجد نفسه وسط القبائل البدوية العربية. حيث لم يكن لديهم خيار آخر للاعتبارات الواردة آنفاً. إلاّ أن الكثير منهم بقوا متمسكين بقوميتهم الأرمنية بغضِّ النظر عن الدين.

## الوضع بعد احتلال العراق عام 2003
تعرض الأرمن حالهم حال العديد من فئات الشعب العراقي الأخرى إلى هجمات مسلحة حيث تعرضت عدد من كنائس الأرمن للتفجير بسيارات مفخخة في بغداد والموصل. كما ترك العراق حوالي 3000 أرمني عراقي في حين بقي حوالي 15 ألف أخرين داخل العراق حتى عام 2007م. حيث يقدر عدد الأرمن العراقيين الذين نزحوا إلى سورية بعد احتلال العراق عام 2003 بحوالي 1000 شخص بينما ترك العراق 1000 أرمني توجهوا إلى إرمينيا في حين أن حوالي 500 شخص ترك العراق إلى الأردن.
كما قُتلت سيدتان عراقيتان أرمنيتان في تشرين الأول/أكتوبر 2007 عندما أطلق عليهن حراس أمنيون خاصون لشركة أسترالية النار في منطقة المسبح في بغداد

## الديانة
ينتمي معظم أرمن العراق إلى الكنيسة الرسولية الأرمنية (المعروفة أيضًا باسم الكنيسة الأرمنية الأرثوذكسية) أو الكنيسة الأرمنية الكاثوليكية.
تتمتع الجالية الأرمنية العراقية، المعروفة بثرائها وأهميتها إلى حد ما، بتاريخ طويل. في الواقع، تُعتبر الكنيسة الأرمنية في بغداد قديمة جدًا لدرجة أنها تعتبر مقدسة من قِبَل المسلمين الذين يذهبون للعبادة هناك بشكل دوري.
تُعد الكنيسة الرسولية الأرمنية التنويرية (في ساحة يونس السبعاوي، بغداد) الكنيسة الرئيسية لأرمن العراق. بالإضافة إلى كنيسة القديس فارتان الأرمنية الرسولية في دهوك، شمال العراق. إن رئيس أساقفة آفاك أسدوريان هو رئيس أبرشية الأرمن الرسولية في العراق منذ أبريل عام 1980.
تحافظ الكنيسة الأرمنية الكاثوليكية على وجودها في بغداد، وكذلك الأمر بالنسبة للكنيسة الأرمنية الإنجيلية.
تعرضت بعض الكنائس الأرمنية أيضًا لهجمات قصف وقتل نتيجة القتال الطائفي في العراق.

## شخصيات أرمنية عراقية
- فارتان مالاكيان، رسام عراقي أرمني مقيم في الولايات المتحدة الأمريكية.
- شانت كندريان كاتب أرمني عراقي.
- سيلفا شاهاكيان، ملكة جمال العراق (الشباب) عام 2006 وأول أرمنية عراقية تحمل هذا اللقب.
- سيتا هاكوبيان، مطربة عراقية معروفة.
- يعقوب سركيس، كاتب عراقي أشهر مؤلفاته كتاب المباحث العراقية.
- جيراير كايايان, رياضي عراقي حاصل على أول بطولة لكمال الأجسام في العراق عام 1949م.
- بياتريس اوهانسيان فنانة عراقية من أصول أرمنية.
- آرام ارميناك بابوخيان موسيقار عراقي أرمني شهير.
- آزادوهي صموئيل - ممثلة ارمنية عراقية.
- كالوست كولبنكيان يعد واحد من أهم رجال الأعمال العراقيين في فترة الخمسينات والستينيات وهو عراقي أرمني قام بإنشاء ملعب الشعب الدولي في العراق بالإضافة إلى مساهمته في بناء مدينة الطب أكبر الصروح الطبية في بغداد.
- شكري كرابيت بيروسيان عضو نقابة الصحفيين وناشط يساري
- آرا خاجادور من أوائل مؤسسين الحركة العماليه التقدمية اليساريه في العراق
- اوهانيس مراديانكان أول من أدخل تلقيح الجدري إلى بغداد.
- الدكتورة آنة ستيان عراقية أرمنية، كانت أول طبيبة عراقية عينتها وزارة الصحة.
- يوسف عبد المسيح ثروة (سارويان) أديب ومسرحي من مؤلفاته أصول أدب الحداثة وتراجم كثيرة أخرى.
- فوسكان مارديكيان (أوسكان أفندي) الذي كان وزيراً للبريد والبرق في الدولة العثمانية، وبناء على دعوة وجّهت له من قِبَل الحكومة العراقية في عشرينيات القرن الماضي أصبح خبيراً مالياً في وزارة المالية العراقية وطوًر النظام المالي في العراق وترجمها من التركية إلى العربية.
- سارة إسكندريان وهي من الشخصيات النسائية الأرمنية العامة التي عرفت من قبل أهل بغداد باسم (سارة خاتون)، وسمي حي كمب سارة في بغداد باسمها.
- السير آرا درزي آرا درزي، أحد مسؤولي وزارة الصحة البريطانية وأحد جراحي المملكة المتحدة المعروفين. مُنح لقب سير من الملكة إليزابيث سنة 2002.[9]
- سعد جوزيف جاك ديلانيان، أول ممثل لكنيسة الأرمن الأرثوذكس كموظف حكومي بدرجة مستشار عام 2004. في ديوان أوقاف الطوائف غير المسلمة بقرار من مجلس الحكم في عهد حكم السيد محسن عبد الحميد.
- الدكتور ديكو أندريوس الاسفنديار : وهو طبيب أسنان مشهور ومميز في بغداد، كانت عيادته الخاصة تقع في بغداد في منطقة نفق الشرطة وهو طبيب ممتاز جدا، على الأرجح أنه هاجر إلى الولايات المتحدة (ولاية ميشغان) في التسعينات.
- الدكتور استرجيان: طبيب موصلي أرمني اشتهر بقصره الذي بناه على الطراز الأرمني في بدايات القرن العشرين في الساحل الأيسر من المدينة
- الدكتور موسيس دير هاكوبيان : طبيب موصلي أرمني.

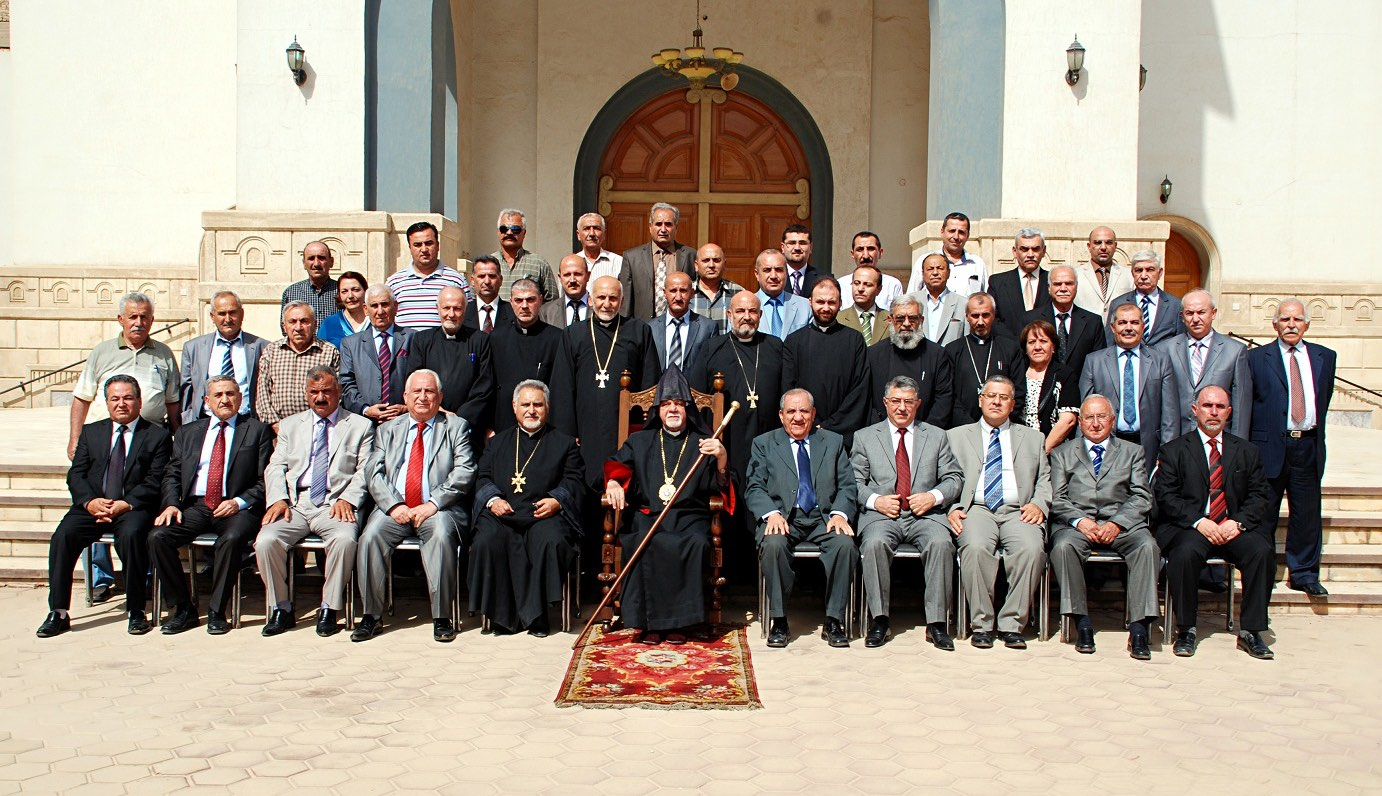
جمعية أبرشية الأرمن في العراق

- جمعية أبرشية الأرمن في العراق